# Therobia papuana
Therobia papuana är en tvåvingeart som först beskrevs av Paramonov 1955.  Therobia papuana ingår i släktet Therobia och familjen parasitflugor. Inga underarter finns listade i Catalogue of Life.